# Shiu-Yuen Cheng
Shiu-Yuen Cheng (鄭紹遠) est un mathématicien originaire de Hong Kong. Il est actuellement titulaire d'une chaire de professeur de mathématiques à l'Université des sciences et technologies de Hong Kong. 

## Biographie et carrière
Cheng a obtenu son doctorat sous la supervision de Shiing-Shen Chern, à l'Université de Californie à Berkeley avec une thèse intitulée « Spectrum of the Laplacian and its Applications to Differential Geometry ». Cheng a ensuite passé quelques années en tant que chercheur post-doctorant et assistant professeur à l'Université de Princeton et à l'Université d'État de New York à Stony Brook. Puis il est devenu professeur à l'Université de Californie à Los Angeles. Cheng a présidé les départements de mathématiques à la fois de l'Université chinoise de Hong Kong et de l'Université des sciences et technologies de Hong Kong dans les années 1990. En 2004, il est devenu le doyen des sciences à la HKUST. En 2013 il est professeur à l'Université Tsinghua et en 2014 il devient directeur du Centre des Sciences Mathématiques (Mathematical Sciences Center, MSC).

## Travaux
Ses domaines de recherche comprennent la géométrie différentielle, les équations aux dérivées partielles géométriques et la théorie des jeux. Ses contributions mathématiques comprennent la théorèmes de comparaison valeurs propres Laplaciennes sur des variétés riemanniennes et le théorème du diamètre maximal en géométrie riemannienne, lié au théorème de Bonnet-Schoenberg-Myers.

## Prix et distinctions
En 2012, il est devenu membre de l'American Mathematical Society.
En 2007 il est lauréat du prix Chern à l'occasion du quatrième Congrès international des mathématiciens chinois organisé à Hangzhou.
Il a été orateur invité à deux occasions au congrès international des mathématiciens, en 1983 à Varsovie puis en 2006 à Madrid.

## Publications
- « Eigenfunctions and eigenvalues of Laplacian », in: Differential geometry (Proc. Sympos. Pure Math., Vol. XXVII, Stanford Univ., Stanford, Calif., 1973), Part 2, Providence, R.I.: American Mathematical Society, pp 185–193.
- « Eigenvalue Comparison Theorems and its Geometric Applications », Mathematische Zeitschrift, vol 143, 1975, pp 289–297.
- A mathematician and his mathematical work : selected papers of S.S. Chern.
- Introduction to modern mathematics.
- Recent advances in scientific computing and partial differential equations : international conference on the occasion of Stanley Osher's 60th birth day, December 12-15, 2002, Hong Kong Baptist University, Hong Kong.
- Recent developments in geometry : proceedings of the AMS Special Session in Geometry, November 14-15, 1987.
- Topics in differential geometry : selected papers and lectures of Shiing-Shen Chern.